# Actenoides bougainvillei excelsus
Actenoides bougainvillei excelsus е подвид птица от семейство Alcedinidae. Видът е застрашен от изчезване.

## Разпространение
Разпространен е в Соломоновите острови.